# Mortier Livens

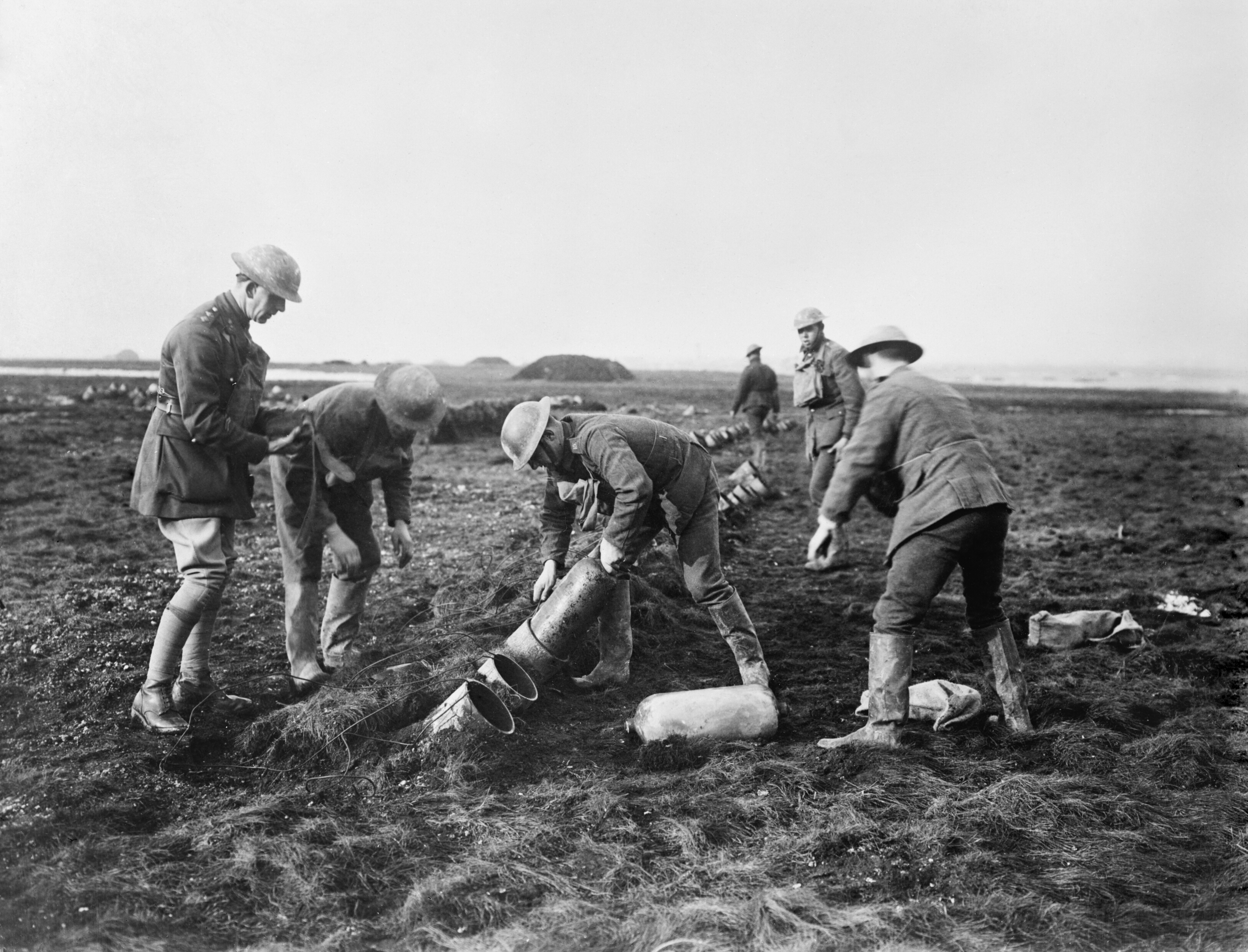
Chargement d'une batterie de mortiers Livens.

Le mortier Livens était un mortier britannique qui pouvait tirer des charges chimiques ou incendiaires importantes. Durant la Première Guerre mondiale, le mortier Livens, entré en service en 1916, est devenu le moyen habituel pour les attaques au gaz et il est resté dans l’arsenal de l’Armée de terre britannique jusque dans les premières années de la Seconde Guerre mondiale.
Son atout essentiel résidait dans sa discrétion : chaque tir déclenchait un flash potentiellement visible depuis les tranchées ennemies mais les obus faisaient très peu de bruit. Ainsi les soldats étaient souvent pris au dépourvu par les attaques.